# ISO 3166-2:WF
ISO 3166-2:WF is een ISO-standaard met betrekking tot de zogenaamde geocodes. Het is een subset van de ISO 3166-2 tabel, die specifiek betrekking heeft op Wallis en Futuna. Voor Wallis en Futuna kunnen hiermee de deelgebieden op het hoogste niveau worden gedefinieerd.
De gegevens werden tot op 26 november 2018 geüpdatet op het ISO Online Browsing Platform (OBP). Hier worden 3 administratieve districten - administrative precinct (en) / circonscription (fr) – gedefinieerd.
Volgens de eerste set, ISO 3166-1, staat WF voor Wallis en Futuna, het tweede gedeelte is een code bestaande uit twee letters en is bestemd voor het desbetreffende deelgebied.
Als overzees gebiedsdeel van Frankrijk is Wallis en Futuna daarnaast ook opgenomen met de code FR-WF als onderdeel van de subset ISO 3166-2:FR.

## Codes
| Code  | Naam   |
| ----- | ------ |
| WF-AL | Alo    |
| WF-SG | Sigave |
| WF-UV | Uvea   |